# Eugénie Grandet (personnage)
Pour les articles homonymes, voir Eugénie Grandet (homonymie).
Eugénie Grandet est un personnage de La Comédie humaine d’Honoré de Balzac. Née en 1796, à Saumur, où elle mène une vie ennuyeuse entre un père d'une avarice sordide, une mère bonne mais passive, et la servante Nanon, dévouée comme un chien à l'avarice de son maître, Félix Grandet.
Elle n'apparaît que dans Eugénie Grandet (1833), mais elle représente un type original qui a inspiré La Demoiselle à Ivo Andrić, et que Fiodor Dostoïevski a traduit en russe. Il y a puisé l'inspiration pour  l'univers de son premier roman, Les Pauvres Gens.
Eugénie n'est pas d'un naturel avare, mais elle devint âpre au gain, insensiblement, en suivant l'exemple de son père. Ce glissement de l'innocence au calcul, de la générosité à l'art d'entasser, lui vient aussi d'une déception amoureuse : Charles Grandet, son cousin avec lequel ils s'étaient juré fidélité éternelle, a oublié sa promesse alors qu'il était obligé de s'expatrier pour faire fortune.
Charles revient fortune faite, mais se marie avec une comtesse.
Eugénie tout d'abord affronte son père en refusant de lui dire à qui elle a donné son « douzain », et elle se retrouve séquestrée sous bonne garde de Nanon. Puis, lorsque sa mère meurt, elle abandonne au vieux Grandet sa part d'héritage. L'argent ne l'intéresse pas. Mais, insensiblement, son père l'amène à s'intéresser à ses possessions, à la gestion de sa fortune, et lorsqu'elle reçoit une lettre de Charles qui lui annonce son mariage, elle décide d'épouser Bonfons Cruchot qui est devenu monsieur le président Cruchot de Bonfons.
Veuve à trente-trois ans, Eugénie est à la tête d'une immense fortune et le marquis de Froidfond lui fait la cour. Dans une deuxième version d'Eugénie Grandet, Balzac en fait effectivement une marquise, femme vertueuse et charitable qui va vivre à Paris et assure l'avenir de la fille de son second mari.
Le troisième remaniement du roman, proche de la version actuelle, laisse planer le doute sur ce second mariage à la fin du roman ; citation exacte issue de l'édition Furne 1843 :

« Telle est l'histoire de cette femme, qui n'est pas du monde au milieu du monde ; qui, faite pour être magnifiquement épouse et mère, n'a ni mari, ni enfants, ni famille. Depuis quelques jours, il est question d'un nouveau mariage pour elle. Les gens de Saumur s'occupent d'elle et de monsieur le marquis de Froidfond dont la famille commence à cerner la riche veuve comme jadis avaient fait les Cruchot. Nanon et Cornoiller sont, dit-on, dans les intérêts du marquis, mais rien n'est plus faux. Ni la grande Nanon, ni Cornoiller n'ont assez d'esprit pour comprendre les corruptions du monde. »

## Actrices ayant incarné Eugénie Grandet

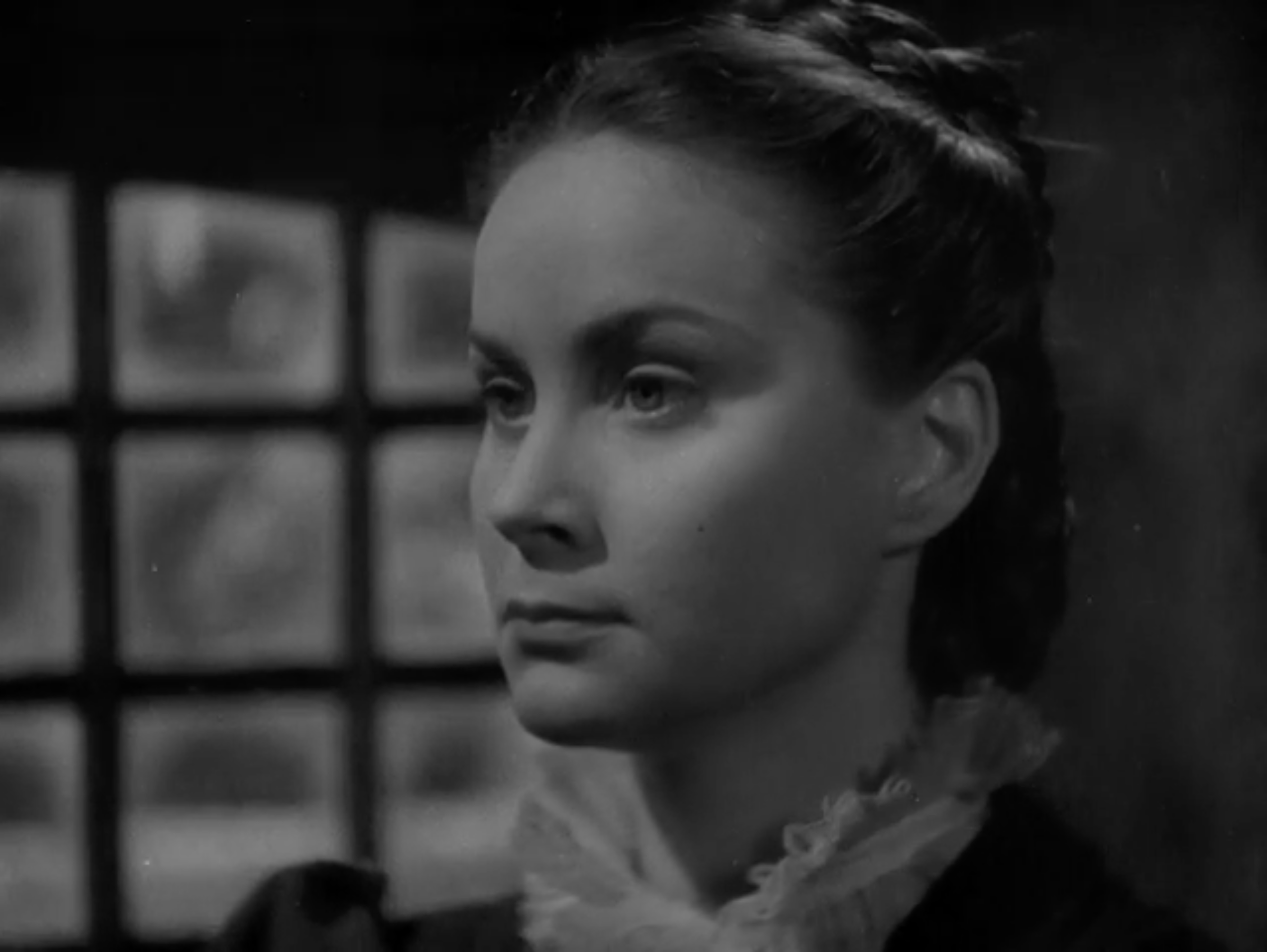
Alida Valli dans le rôle d'Eugénie Grandet en 1946.

Le roman Eugénie Grandet a été adapté à plusieurs reprises, donc Eugénie Grandet a été incarnée par diverses actrices :
- Suzanne Revonne dans le film Eugénie Grandet d'Émile Chautard et Victorin Jasset en 1910
- Alice Terry dans le film Eugénie Grandet (The Conquering Power) de Rex Ingram en 1921
- Alida Valli dans le film Eugénie Grandet (Eugenia Grandet) de Mario Soldati en 1946
- Marga López dans le film Eugenia Grandet d'Emilio Gomez Muriel en 1953
- Dominique Blanchar dans le téléfilm Eugénie Grandet de Maurice Cazeneuve en 1956
- Ariadna Chenguelaïa dans le film Eugénie Grandet (Евгения Гранде) de Sergueï Alexeïev en 1960
- Bérangère Dautun dans le téléfilm Eugénie Grandet d'Alain Boudet en 1968
- Alexandra London dans le téléfilm Eugénie Grandet de Jean-Daniel Verhaeghe en 1994
- Joséphine Japy dans le film Eugénie Grandet de Marc Dugain en 2021